# Патриція Ендрюс
Патриція (Петті) Ендрюс (16 лютого 1918, Маунд, Міннесота — 30 січня 2013, Лос-Анджелес, Каліфорнія) — американська співачка джазового тріо «Сестри Ендрюс».

## Біографія
Патриція Ендрюс разом зі своїми сестрами Лаверн та Максін входила в джазове тріо «Сестри Ендрюс» — один з найпопулярніших ансамблів в США в 1930-ті і 1940-ві.
Померла з природних причин 30 січня 2013 в своєму будинку в Лос-Анджелесі. На момент смерті їй було 94 роки.

## Вшанування пам'яті
На Алеї Слави у Голлівуді вибита Зірка «Сестри Ендрюс», до яких також належала Патриція Ендрюс. Таким чином увічнено Патрицію Ендрюс та її двох сестер.